# شاوشان
شاوشان (بالصينية: 韶山市 )‏ هي مدينة على مستوى مقاطعة، ومدينة على مستوى محافظة فرعية، في جمهورية الصين الشعبية، تتبع شيانغتان، تبلغ مساحتها 247.3 كيلومتر مربع، رمزها البريدي هو 411300.

## المناخ
يظهر الجدول التالي التغييرات المناخية على مدار السنة لشاوشان:
| البيانات المناخية لـشاوشان                       | البيانات المناخية لـشاوشان | البيانات المناخية لـشاوشان | البيانات المناخية لـشاوشان | البيانات المناخية لـشاوشان | البيانات المناخية لـشاوشان | البيانات المناخية لـشاوشان | البيانات المناخية لـشاوشان | البيانات المناخية لـشاوشان | البيانات المناخية لـشاوشان | البيانات المناخية لـشاوشان | البيانات المناخية لـشاوشان | البيانات المناخية لـشاوشان | البيانات المناخية لـشاوشان |
| الشهر                                            | يناير                      | فبراير                     | مارس                       | أبريل                      | مايو                       | يونيو                      | يوليو                      | أغسطس                      | سبتمبر                     | أكتوبر                     | نوفمبر                     | ديسمبر                     | المعدل السنوي              |
| ------------------------------------------------ | -------------------------- | -------------------------- | -------------------------- | -------------------------- | -------------------------- | -------------------------- | -------------------------- | -------------------------- | -------------------------- | -------------------------- | -------------------------- | -------------------------- | -------------------------- |
| الدرجة القصوى °م (°ف)                            | 24.2 (75.6)                | 30.1 (86.2)                | 32.3 (90.1)                | 35.0 (95.0)                | 36.3 (97.3)                | 37.2 (99.0)                | 39.4 (102.9)               | 40.8 (105.4)               | 37.4 (99.3)                | 35.0 (95.0)                | 32.1 (89.8)                | 24.4 (75.9)                | 40.8 (105.4)               |
| متوسط درجة الحرارة الكبرى °م (°ف)                | 8.4 (47.1)                 | 10.7 (51.3)                | 14.9 (58.8)                | 21.6 (70.9)                | 26.6 (79.9)                | 29.8 (85.6)                | 33.3 (91.9)                | 32.6 (90.7)                | 28.2 (82.8)                | 23.0 (73.4)                | 17.5 (63.5)                | 11.6 (52.9)                | 21.5 (70.7)                |
| المتوسط اليومي °م (°ف)                           | 4.7 (40.5)                 | 6.9 (44.4)                 | 10.7 (51.3)                | 17.0 (62.6)                | 21.9 (71.4)                | 25.3 (77.5)                | 28.8 (83.8)                | 27.7 (81.9)                | 23.2 (73.8)                | 17.9 (64.2)                | 12.4 (54.3)                | 6.9 (44.4)                 | 17.0 (62.5)                |
| متوسط درجة الحرارة الصغرى °م (°ف)                | 2.1 (35.8)                 | 4.3 (39.7)                 | 7.7 (45.9)                 | 13.6 (56.5)                | 18.3 (64.9)                | 22.1 (71.8)                | 25.2 (77.4)                | 24.4 (75.9)                | 20.0 (68.0)                | 14.7 (58.5)                | 9.0 (48.2)                 | 3.7 (38.7)                 | 13.8 (56.8)                |
| أدنى درجة حرارة °م (°ف)                          | −6.2 (20.8)                | −8.8 (16.2)                | −2.5 (27.5)                | 1.4 (34.5)                 | 9.3 (48.7)                 | 13.2 (55.8)                | 18.6 (65.5)                | 16.7 (62.1)                | 10.1 (50.2)                | 2.4 (36.3)                 | −1.6 (29.1)                | −12.1 (10.2)               | −12.1 (10.2)               |
| الهطول مم (إنش)                                  | 69.0 (2.72)                | 94.5 (3.72)                | 131.7 (5.19)               | 184.3 (7.26)               | 195.0 (7.68)               | 221.4 (8.72)               | 124.6 (4.91)               | 105.7 (4.16)               | 79.3 (3.12)                | 78.1 (3.07)                | 72.7 (2.86)                | 47.9 (1.89)                | 1٬404٫2 (55.3)             |
| متوسط الرطوبة النسبية (%)                        | 82                         | 82                         | 83                         | 82                         | 82                         | 84                         | 77                         | 81                         | 83                         | 81                         | 79                         | 78                         | 81                         |
| المصدر: China Meteorological Data Service Center |                            |                            |                            |                            |                            |                            |                            |                            |                            |                            |                            |                            |                            |

## التقسيمات الإدارية
- Qingxi, Shaoshan [الإنجليزية]‏
- Yintian, Shaoshan [الإنجليزية]‏
- Ruyi, Shaoshan [الإنجليزية]‏
- Shaoshan Township [الإنجليزية]‏
- Yongyi, Shaoshan [الإنجليزية]‏
- Yanglin, Shaoshan [الإنجليزية]‏
- Daping, Shaoshan [الإنجليزية]‏.

## أعلام
- ماو تسي تونغ